# Henniker (New Hampshire)
Henniker – miasto w Stanach Zjednoczonych, w stanie New Hampshire, w hrabstwie Merrimack.